# Nguyen-dynastie
De Nguyen-dynastie (Vietnamees: Nhà Nguyễn, uitspraak: /ɲɐː21 ŋwḭɜn35/) is de laatste keizerlijke dynastie uit de geschiedenis van Vietnam. Ze begon in 1802 toen Gia Long de troon besteeg na de Tay Son te hebben verslagen en ze liep tot aan de troonsafstand van keizer Bảo Đại in 1945, alles samen 143 jaar later.

## Geschiedenis
Het huis Nguyen begon zijn opmars met Nguyen Kim (1468-1546). In 1527 werd de latere Le-dynastie omvergeworpen door de Mac-dynastie en Nguyen Kim snelde naar Thanh Hoa om de Mac te bevechten. Hierna wist Nguyen Kim de hand te leggen op een kind van de vorige Le-keizer, Le Trang Ton, om de Le-dynastie voort te zetten. Nguyen Kim zelf werd groothertog en bevelhebber van het leger. Hij werd echter vergiftigd door leden van de Mac-dynastie. Zijn zoons Nguyen Uong en Nguyen Hoang volgden hem op als bevelhebbers en hertogen.
Naar het eind van de latere Le-dynastie nam Trinh Kiem de Le-keizers hun macht af. Trinh Kiem riep zichzelf uit tot Chúa Trịnh (heer Trinh) en hij superviseerde het gehele hof. Om de macht van de Nguyen-familie aan banden te leggen, vermoordde hij Nguyen Uong, ook al was die zijn eigen schoonbroer. Vrezend voor zijn leven vluchtte Nguyen Hoang in 1558 naar het zuiden van het rijk. Daar maakte hij zijn basis. Hij verlegde de rijksgrenzen door veroveringen op het koninkrijk Champa, Laos, Chenla en van het Khmer-rijk kreeg hij de gronden van het oude Funan-rijk (wat nu Zuid-Vietnam is). Als die tijd waren de Nguyen in naam gehoorzaam aan de Le-keizer. Ze werden Chúa Nguyễn (heer Nguyen) genoemd en Nguyen Hoang kreeg de bijnaam Chúa Tiên ("Eerste Heer"). Hij gaf zijn landen de naam Đàng Trong.
De zoon van Nguyen Hoang heette Nguyen Phuc Nguyen of Chúa Sãi ("Tempelheer"). Hij besteeg de troon in 1613 en nam als eerste de familienaam Nguyễn Phúc aan. Deze werd gedeeld door al zijn nakomelingen.
Zes generaties later besteeg Nguyen Phuc Khoat de troon (in 1738). Toen de Trinh-heren in het noorden zichzelf bekleedden met de titel vường ("koning, keizer"), deed ook Nguyen Phuc Khoat dit. De Le-keizer was ondertussen verworden tot louter een marionet. Nguyen Phuc Khoat liet zichzelf Võ Vương noemen.
Na Vo Vuongs dood wilde hij dat Nguyen Phuc Luan de troon zou bestijgen, maar een belangrijke hoveling, Truong Phuc Loan, zorgde ervoor dat de twaalfjarige Nguyen Phuc Thuan aan de macht kwam. Deze besteeg de troon in 1765 en kreeg de naam Định Vương.
Truong Phuc Loan was een wreed man en het volk kwam in opstand tegen zijn meesters. De Tay Son-broers leidden de opstand en ze versloegen het leger van de Nguyen. Ze namen Dinh Vuong gevangen en doodden hem. Een neef, Nguyen Phuc Duong, besteeg toen de troon onder de bijnaam Tân Chính Vương.
De Tay Son-broers versloegen ook het leger van de Trinh-heren en ze namen Thang Long (het huidige Hanoi). Ze versloegen de Nguyen-familie en moordden ze uit. Enkel de toen dertienjarige Nguyen Phuc Anh wist te ontsnappen. Deze laatste besteeg de troon in Gia Dinh (het huidige Ho Chi Minhstad). In vierentwintig jaar tijd ondernam hij heel wat veldtochten tegen de Tay Son, de meeste hiervan verloor hij. Dankzij de steun van Franse missionarissen door het leveren van wapens (en dan vooral Pierre Pigneau de Béhaine), en de verdwijning van de leider van de Tay Son en de daaropvolgende interne moorden bij de broers, slaagde hij erin de Tay Son te verslaan. Uit wraak om de moorden op zijn familie doodde hij heel wat familieleden van de Tay Son. Hij veroverde het noorden van het land op de Le-keizer en herenigde het land. Hij werd de eerste Nguyen-keizer.
In de periode dat de Nguyen heersten over het zuiden, verlegden ze in meer dan 200 jaar tijd de zuidelijke grens van het huidige centraal Vietnam tot aan de Golf van Thailand.

## Nguyen-keizers
| Tempelnaam | Postume naam    | Naam                  | Regeerperiode | Regeernaam      |
| ---------- | --------------- | --------------------- | ------------- | --------------- |
| Thế Tổ     | Cao Hoàng Đế    | Nguyễn Phúc Ánh       | 1802-1819     | 嘉隆 Gia Long   |
| Thánh Tổ   | Nhân Hoàng Đế   | Nguyễn Phúc Đảm       | 1820-1840     | 明命 Minh Mạng  |
| Hiến Tổ    | Chương Hoàng Đế | Nguyễn Phúc Miên Tông | 1841-1847     | 紹治 Thiệu Trị  |
| Dực Tông   | Anh Hoàng Đế    | Nguyễn Phúc Hồng Nhậm | 1847-1883     | 嗣德 Tự Đức     |
| Cung Tông  | Huệ Hoàng Đế    | Nguyễn Phúc Ưng Ái    | 1883          | 育德 Dục Đức    |
|            |                 | Nguyễn Phúc Hồng Dật  | 1883          | 協和 Hiệp Hoà   |
| Giản Tông  | Nghị Hoàng Đế   | Nguyễn Phúc Ưng Đăng  | 1883-1884     | 建福 Kiến Phúc  |
|            |                 | Nguyễn Phúc Ưng Lịch  | 1884-1885     | 咸宜 Hàm Nghi   |
| Cảnh Tông  | Thuần Hoàng Đế  | Nguyễn Phúc Ưng Kỷ    | 1885-1889     | 同慶 Đồng Khánh |
|            |                 | Nguyễn Phúc Bửu Lân   | 1889-1907     | 成泰 Thành Thái |
|            |                 | Nguyễn Phúc Vĩnh San  | 1907-1916     | 維新 Duy Tân    |
| Hoằng Tông | Tuyên Hoàng Đế  | Nguyễn Phúc Bửu Đảo   | 1916-1925     | 啟定 Khải Định  |
|            |                 | Nguyễn Phúc Vĩnh Thụy | 1926-1945     | 保大 Bảo Đại    |

## Stamboom
|                      |                      |  |                           |                           |  |                          |                          |  |                        |                        |  |                         |                         |
|                      |                      |  |                           |                           |  | 1 Gia Long 1802 - 1819   |                          |  |                        |                        |  |                         |                         |
|                      |                      |  |                           |                           |  |                          |                          |  |                        |                        |  |                         |                         |
|                      |                      |  |                           |                           |  | 2 Minh Mang 1820 - 1840  |                          |  |                        |                        |  |                         |                         |
|                      |                      |  |                           |                           |  |                          |                          |  |                        |                        |  |                         |                         |
|                      |                      |  |                           |                           |  | 3 Thieu Tri 1841 - 1847  |                          |  |                        |                        |  |                         |                         |
|                      |                      |  |                           |                           |  |                          |                          |  |                        |                        |  |                         |                         |
|                      |                      |  |                           |                           |  |                          |                          |  |                        |                        |  |                         |                         |
| 4 Tu Duc 1847 - 1883 | 4 Tu Duc 1847 - 1883 |  | Thoai Thai Vuong          | Thoai Thai Vuong          |  |                          |                          |  | Kien Thai Vuong        | Kien Thai Vuong        |  | 6 Hiep Hoa 1883         | 6 Hiep Hoa 1883         |
|                      |                      |  |                           |                           |  |                          |                          |  |                        |                        |  |                         |                         |
|                      |                      |  |                           |                           |  |                          |                          |  |                        |                        |  |                         |                         |
|                      |                      |  | 5 Duc Duc 1883            | 5 Duc Duc 1883            |  | 9 Dong Khanh 1885 - 1889 | 9 Dong Khanh 1885 - 1889 |  | 8 Ham Nghi 1884 - 1885 | 8 Ham Nghi 1884 - 1885 |  | 7 Kien Phuc 1883 - 1884 | 7 Kien Phuc 1883 - 1884 |
|                      |                      |  |                           |                           |  |                          |                          |  |                        |                        |  |                         |                         |
|                      |                      |  | 10 Thanh Thai 1889 - 1907 | 10 Thanh Thai 1889 - 1907 |  | 12 Khải Định 1916 - 1925 | 12 Khải Định 1916 - 1925 |  |                        |                        |  |                         |                         |
|                      |                      |  |                           |                           |  |                          |                          |  |                        |                        |  |                         |                         |
|                      |                      |  | 11 Duy Tan 1907 - 1916    | 11 Duy Tan 1907 - 1916    |  | 13 Bảo Đại 1926 - 1945   | 13 Bảo Đại 1926 - 1945   |  |                        |                        |  |                         |                         |
|                      |                      |  |                           |                           |  |                          |                          |  |                        |                        |  |                         |                         |

Noot: De jaartallen duiden op de regeerperiode.